# 大茅埔圳
大茅埔圳是臺灣臺中市一條水圳，圳路長度3176公尺，灌溉面積65公頃，主要流經東勢區的慶東、慶福里，為當地農田灌溉重要的水利設施。
現今大茅埔圳水源有二，其一來自台灣台中農田水利會（今行政院農業委員會農田水利署臺中管理處）大茅埔圳農業用水抽水站，為主要水源；另一則是來自軟埤坑溪溪水，由軟埤坑溪制排水門攔水作為第二水源。抽水站設置兩部150馬力的豎軸式抽水機組。1號抽水機組出水管徑40公分、揚程18公尺、抽水至下圳水路，2號抽水機組出水管徑20公分、揚程81公尺、抽水供應地勢更高的上圳水路，上圳於軟埤坑溪前流入下圳再匯流至軟埤坑溪攔水引入圳路提供灌溉用水。

## 水文
本地從約1750~1840年（清朝乾隆末期至道光年間），開鑿三條水圳灌溉東勢河谷平原（含東勢角、校栗埔、新伯公、上城、下城與大茅埔等地區），其三條水圳分別為東勢本圳（亦稱新圳）、老圳及大茅埔圳，並隨土地拓墾擴大而擴展規模。三條水圳皆貫穿大茅埔，其水源均仰賴大甲溪，現今三條水圳的取水口均位於大甲溪的後池埤。而此圳末端，則是在大茅埔庄（位於台中市東勢區慶東里附近）下注入老圳。

## 歷史
1819年（清嘉慶24年）即有大茅埔圳的雛型，而此圳真正開鑿，則始於1822年（清道光2年），並於1831年（清道光11年）完工，共費10年完成。此時期完成的圳路自軟埤坑取水，並貫穿大茅埔庄直通頭隘坑。
根據1822年（清道光2年），墾首張寧壽與28股墾眾合約可看出，開鑿築圳者為陂長易庚麟與羅俊萬，此二人亦為大茅埔圳的投資者，而由於水圳取水口接近泰雅族人活動範圍，28股墾眾因而集體出資聘請4名鄉勇保護，直到水圳開鑿完成；而水圳完工後，以「按甲陞租」方式，作為陂長易庚麟、維護工人與保護維修圳路工人安全的鄉勇的費用。
而當時所開鑿的大茅埔圳，水源引自大茅埔庄後屋背山山泉與軟埤坑澗水，不僅將大茅埔自然空間的小溪澗，整合入人工圳路內充實水源，同時也將自然溪流渠道加以修築，成為大茅埔圳路的一部分，使得錯綜複雜圳路遍佈其中，不只節省成本，也擴大了水圳灌溉範圍。
1904年（明治37年）後，因為原來圳水不敷使用，而另由馬鞍寮附近，新闢取水口引大甲溪水注入軟埤坑溪，作為補充水源。民國時期，大茅埔圳與東勢本圳、老圳，均取水自天輪壩後池堰至今。

### 護城河
大茅埔建庄之時，為了防範泰雅族侵擾，因此庄民合力民合力於四方形的庄地空間周圍，利用流經的大茅埔圳，開鑿約三公尺護城河，形成區隔庄內、外空間的防禦設施，因此，護城河也可說是大茅埔圳的一部分。而在地客家居民稱護城河叫做河溝，護城河上半部稱為河溝頭、下半部稱為河溝尾